# Касиел Ноа Ашер
Касиел Ноа Ашер е българска и израелска актриса.

## Биография
Касиел Ноа Ашер (Деса Красова, Десислава Красимирова Спасова) е родена е на 29 октомври 1971 г. в София. Касиел Ноа Ашер е от еврейски произход. Майка ѝ е актрисата Рут Рафаилова, а баща ѝ е режисьорът Красимир Спасов. През 1998 г. приема израелско гражданство, променя името си от Десислава Спасова на Касиел Ноа Ашер и ражда сина си Зуи Хашмонай в Израел. 
През 1993 г. завършва актьорско майсторство за драматичен театър във ВИТИЗ „Кръстьо Сарафов“ при проф. Крикор Азарян и доц. Тодор Колев.
Касиел Ноа Ашер има редица номинации и награди в киното и театъра. През 2013 г. спечелва с първия си киносценарий „Рокля Луна“ програма Медия (за развитие). Известна е и с текстовете си за списанията „Ева“, „Биограф“, „Либерален преглед“, „Гласове“, „Еуропео“ и др. 
През 2012 г. става ментор в първото ТВ реалити за актьори Star Machine, след което сформира с двама от финалистите групата „Ангелите на Касиел“, която включва Силвия Станоева – актриса, джаз певица, Иво Желев – актьор, певец, Васил Пармаков – джаз пианист, Блаже Димитров – актьор, музикант. Заедно те осъществяват над 100 концерта.

## Кариера в театъра
- „Любовникът“ на Харолд Пинтър с режисьор Недялко Делчев съвместно с Касиел Ноа Ашер
- „Грехът Куцар“ (по „Албена“ на Йордан Йовков) с режисьор Иван Добчев, Театрална работилница „Сфумато“, 1992 (номинация Аскер за дебют)
- „Сън в лятна нощ“ на Уилям Шекспир с режисьор Александър Морфов
- „Хеда Габлер“ на Хенрих Ибсен с режисьор Красимир Спасов
- „Дон Жуан в ада“ на Иван Станев (номинация Аскеер за главна женска роля)
- „Спомен за една революция“ на Георг Бюхнер-Хайнер Мюлер под режисурата на Иван Добчев
- „Суматоха“ на Йордан Радичков с режисьор Иван Добчев
- „12 нощ“ от Уилям Шекспир с режисьор Роберт Стуруа (Русия)
- „Джойс“ с режисьор Иван Пантелеев
- „Фауст“ с режисьор Иван Пантелеев
- „Нищо по-хубаво“ на Оливер Буковски, моноспектакъл
- „Доброто тяло“ на Ева Енслър с режисьор Иван Урумов, Театър 199
- "Театър, любов моя!" от Валери Петров, Театър 199
- 2025 - “ПРЕДСТАВЛЕНИЕ И НАКАЗАНИЕ“ от Иван Станев и Ф.М.Достоевски, Регионален център за съвременно изкуство Топлоцентрала

Става известна още като студентка в НАТФИЗ с дебюта си като Йовковата Албена и с ролята си в „Дон Жуан в ада“ в театър „София“ през 1997 г. След завръщането си от Израел, Касиел се насочва предимно към реализиране на собствени театрални и филмови проекти.

### Режисьорски проекти
- 2000 – „Амок“
- 2003 – „Оксижен“
- 2005 – „Кокаин“ – с участието на Александър Сано (номинация Аскеер за главна женска роля)
- 2007 – „Ане – Мъртви градове“
- 2010 – „Нищо по-хубаво“, получава наградата за най-добра актриса на Европа,[2]
- 2012 – „Клер & Мадам & Соланж. Игра на Любов и Смърт“ (носител на Икар 2013; номинация за полет в изкуството на фондация „Стоян Камбарев“)[3]
- 2015 – „Театър, любов моя!“ по Валери Петров, Театър 199[4][5][6][7][8][9][10] ( Награда Икар 2016, Награда за женска роля Фестивал на Българската драма Шумен 2016, Награда за  женска роля Фестивал на камерния театър - Враца 2016, Награда за сценография - Фестивал на камерния театър - Враца 2016 и др.)
- 2020 - “Метхилд“ от Оливър Буковски
- 2021 - "Нощта на покера", Театър Азарян / Топлоцентрала
- 2022 - “Обещанието“ психотрилър от Герган Ценов, Театрална работилница Сфумато (номинация Аскеер 23 за Изгряваща Звезда)
- 2024 - “Сад. Игри по време на апокалипсис.“ филм - спектакъл по пиесата на Юкио Мишима “Мадам дьо Сад“
- 2025 - “ПРЕДСТАВЛЕНИЕ И НАКАЗАНИЕ“ от Иван Станев и Ф.М.Достоевски, Регионален център за съвременно изкуство Топлоцентрала (номинация Аскеер 25 за Главна Мъжка Роля на Явор Костов - Йондин)

### Награди и номинации
- Награда „Икар“ 2016 за главна женска роля
- Награда за женска роля на Международния фестивал „Друмеви театрални празници – нова българска драма“ – Шумен 2016
- Награда за женска роля на Националния фестивал на малките театрални форми – Враца 2016
- Награда за сценичната среда на Националния фестивал на малките театрални форми – Враца 2016
- Награда “Актьор на Света“ на международния театрален фестивал за камерен театър Охрид 2010
- 3 номинации за главна женска роля Аскеер 1994, Аскеер 1998, Аскеер 2005

## Филмография
- 1991 – „Искам Америка“, режисьор Киран Коларов
- 1994 – „Забраненият плод“, режисьор Красимир Крумов – Грец
- 1996 – „Всичко от нула“, режисьор Иван Павлов - младата актриса
- 2001 – „Огледалото на дявола“, режисьор Николай Волев
- 2008 – „Единствената любовна история, която Хемингуей не описа“, режисьор Светослав Овчаров
- 2010 – „Зад кадър“, режисьор Светослав Овчаров (номинация за главна женска роля на Българската филмова академия)
- „Сватба“ режисьор Барак Янух (Израел)
- 2010 – „Цахес“, режисьор Анри Кулев (номинация за главна женска роля на Българската филмова академия)
- 2012 – „Джулай“, режисьор Кирил Станков (номинация за главна женска роля на Българската филмова академия)
- 2012 – „Цветът на хамелеона“, (България / Словения) режисьор Емил Христов – Радостина Полянска, посланичката във Вашингтон (номинация за второстепенна женска роля на Българската филмова академия)
- 2014 – „Прелюбодеяние“, режисьор Явор Веселинов – Майката
- 2015 – „Ромен Гари. Книжарят“, режисьор Катрин Бернщайн, френско-българска продукция
- 2015 – „Будика“, режисьор Майкъл Щерн, британско-германо-българска продукция за ББС
- 2017 – „Ирина“, режисьор Надежда Косева
- 2020 - “Любовта е...“ - пълнометражен, документален филм за джаз-пианиста Васил Пармаков
- 2021 - “Cinema Garage“ - пълнометражен, документален филм
- 2023 - “Войник на съдбата“ - пълнометражен, документален филм за самоубилия се актьор Йосиф Шамли ( Специална награда за изключителен почерк Родопи Филм Фест 2024, Селектиран в конкурсната програма на София Филм Фест 2023 )
- 2025 -  “Пътят на Охлюва“, режисьор Деляна Манева
- 2025 - “Пътешествието на един матрак”, режисьор Лина Павлова

### Авторски Филмови Проекти
- 2020 - “Любовта е...“ - пълнометражен, документален филм за джаз-пианиста Васил Пармаков
- 2021 - “Cinema Garage“ - пълнометражен, документален филм
- 2023 - “Войник на съдбата“ - пълнометражен, документален филм за самоубилия се актьор Йосиф Шамли ( Специална награда за изключителен почерк Родопи Филм Фест 2024, Селектиран в конкурсната програма на София Филм Фест 2023 )
- 2024 - “Сад. Игри по време на апокалипсис.“ филм - спектакъл по пиесата на Юкио Мишима “Мадам дьо Сад“
- 2009 – „Exit“ – част от “15„ /омнибус/ продуцент Агитпроп Фестивали: Golden Rose 2008, Sofia IFF 2009, Moscow IFF 2009, Sarajevo FF2009, Apollonia 2009, Warsaw FF 2009, Outdoors Cinema – National Palace of Culture-Sofia, NY Festival of Bulgarian Cinema 2009, Gulf Film Festival 2010,Transilvania IFF 2010, etc.
- 2020 – „Нахраних птиците“ - финалист в конкурса Huawei Smartphone Film Festival 2020 за късометражни филми, заснети с Huawei P40 Pro

### Кастинг режисьорка на филмите
- 2015 – „Лазар“, режисьор Светозар Ристовски, френско-македонско-хърватско-българска продукция
- 2015 – „Семейни реликви“, режисьор Иван Черкелов
- 2016 – „החלום של יעקב„ режисьор Самуел Швац (Израел)
- 2016 – „Безкрайна градина“, режисьор Галин Стоев
- 2018 – „Отпаднали сцени от живота на една актриса“, режисьор Иван Владимиров